# 王世濬
王世濬 (1910年—1993年6月6日)是一位美籍华人神经科学家，药理学家。 

## 生平
1910年出生在天津，毕业于北京协和医学院，1937年获得洛克菲勒基金会奖学金前往美国求学，1940年毕业于美国西北大学。 1951年获得古根海姆奖学金。
1941年至1956年在哥伦比亚大学担任生理学教授，1956年转为药理学系教授。1978年退休。
1993年6月6日因败血性休克在美国新泽西州恩格尔伍德逝世，享年83岁。